# Inclán-Mezquita Al Ahmad (subte de Buenos Aires)
Inclán - Mezquita Al Ahmad es una estación de la línea H de la red de subterráneos de la ciudad de Buenos Aires ubicada debajo de la Avenida Jujuy entre la calle Inclán y la Avenida Juan de Garay, en el barrio de Parque Patricios.
Posee una tipología subterránea con 2 andenes laterales y dos vías. Posee un vestíbulo superior que conecta las plataformas con los accesos en la calle mediante escaleras, escaleras mecánicas y ascensores; además posee indicaciones en braille en gran parte de sus instalaciones como así también baños adaptados y servicio de Wi-Fi público.

## Historia
Fue inaugurada en dos ocasiones. La obra civil se inauguró el 31 de mayo de 2007, pero la apertura al servicio de pasajeros recién tuvo lugar el 18 de octubre de 2007 junto con las estaciones Once, Venezuela, Humberto I y Caseros.
En el diseño de la estación participó el estudio de arquitectura Berdichevsky-Cherny.

## Decoración
En el tímpano y vestíbulo se encuentran obras sobre Azucena Maizani del artista Alfredo Sábat, como parte del paseo cultural del tango.

## Hitos urbanos
Se encuentran en las cercanías de esta:
- Hospital de Pediatría Prof. Dr. Juan Pedro Garrahan
- Mezquita Al Ahmad
- Plaza Vuelta de Obligado
- Instituto Bernasconi
  - Escuela Primaria Común N° 03 Dr. Juan Ángel Golfarini
  - Escuela Primaria Común N° 01 Dr. Carlos Saavedra Lamas
  - Escuela Primaria Común N° 02 Dr. Rafael Bielsa
  - Museo Geográfico y Museo de Ciencias Naturales Dr. Juan B. Terán y Dr. Ángel Gallardo
- Antigua cárcel de Caseros
- Centro de Formación Profesional N° 28
- Escuela Primaria Común N.º 10 Francisco de Gurruchaga
- Escuela  Primaria Común N.º 26 Brigadier Miguel de Azcuenaga

## Imágenes

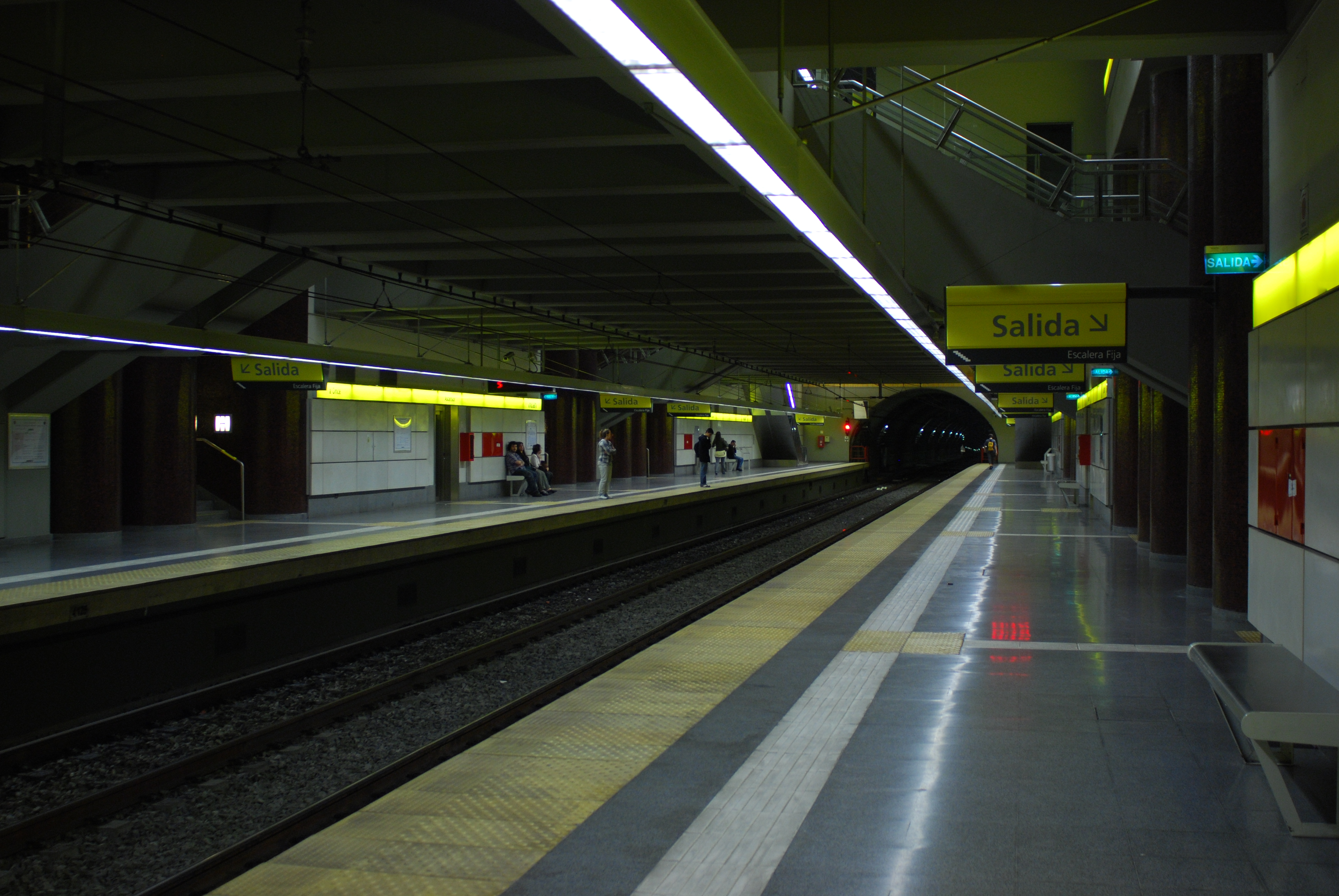
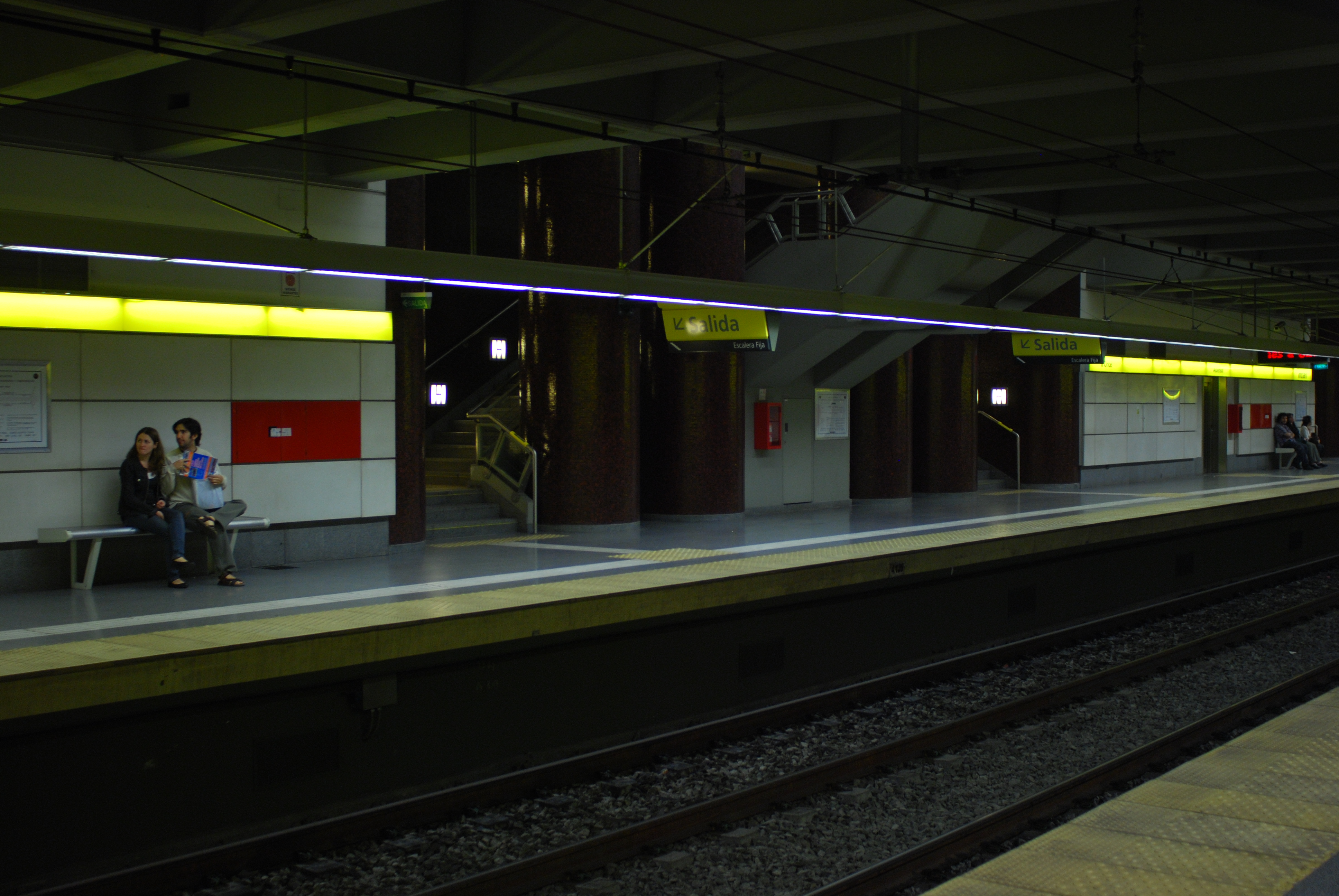
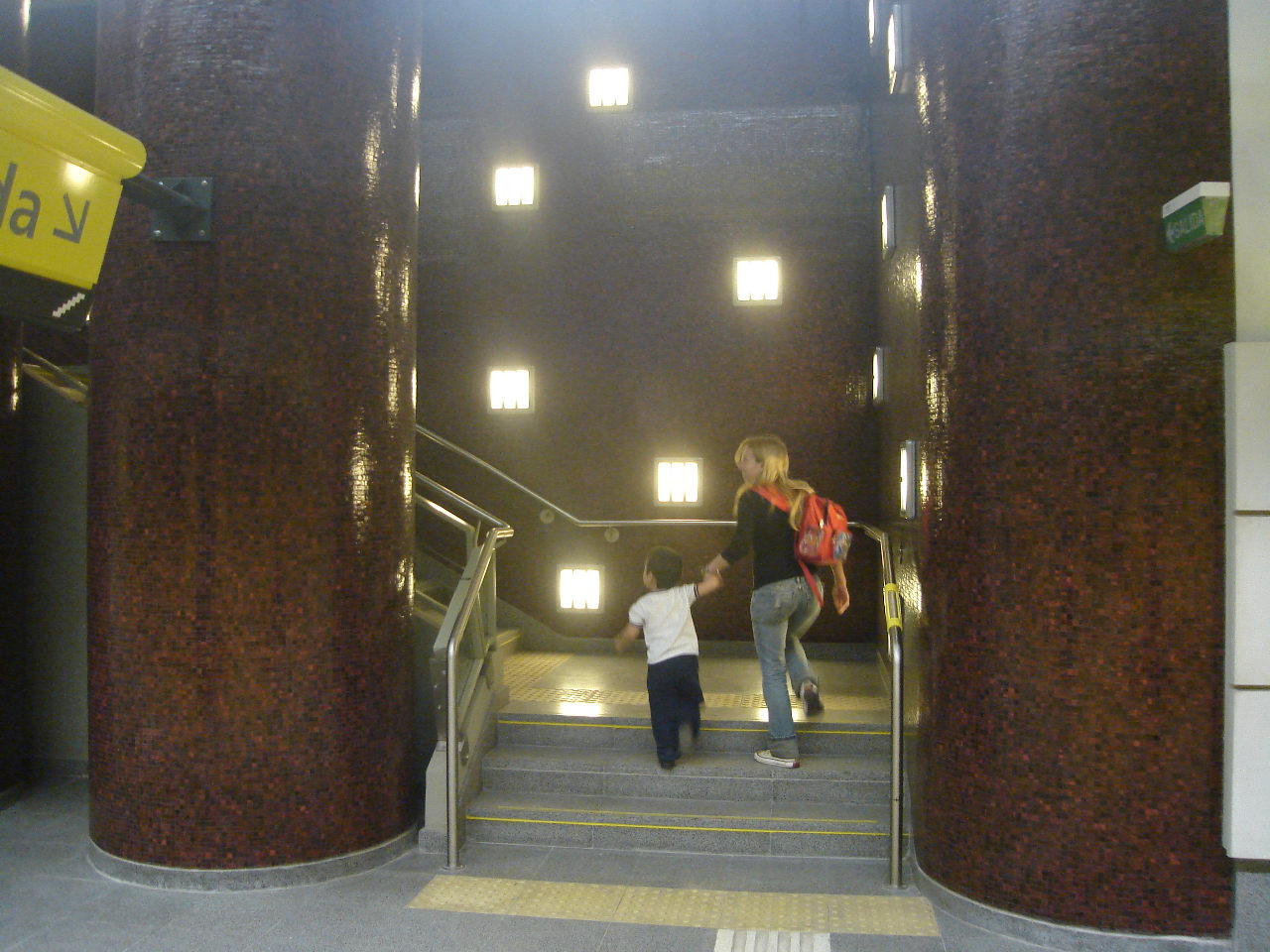
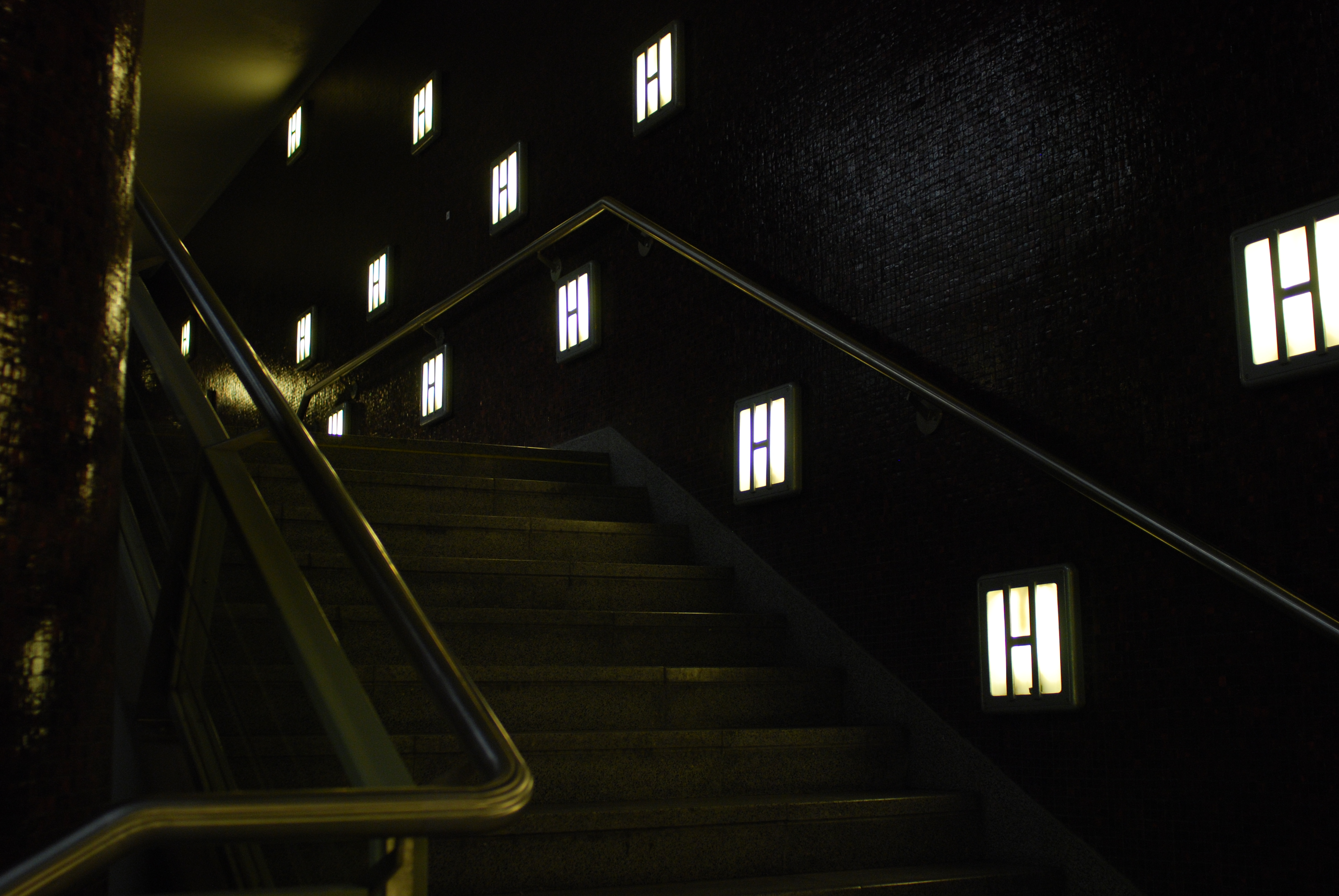
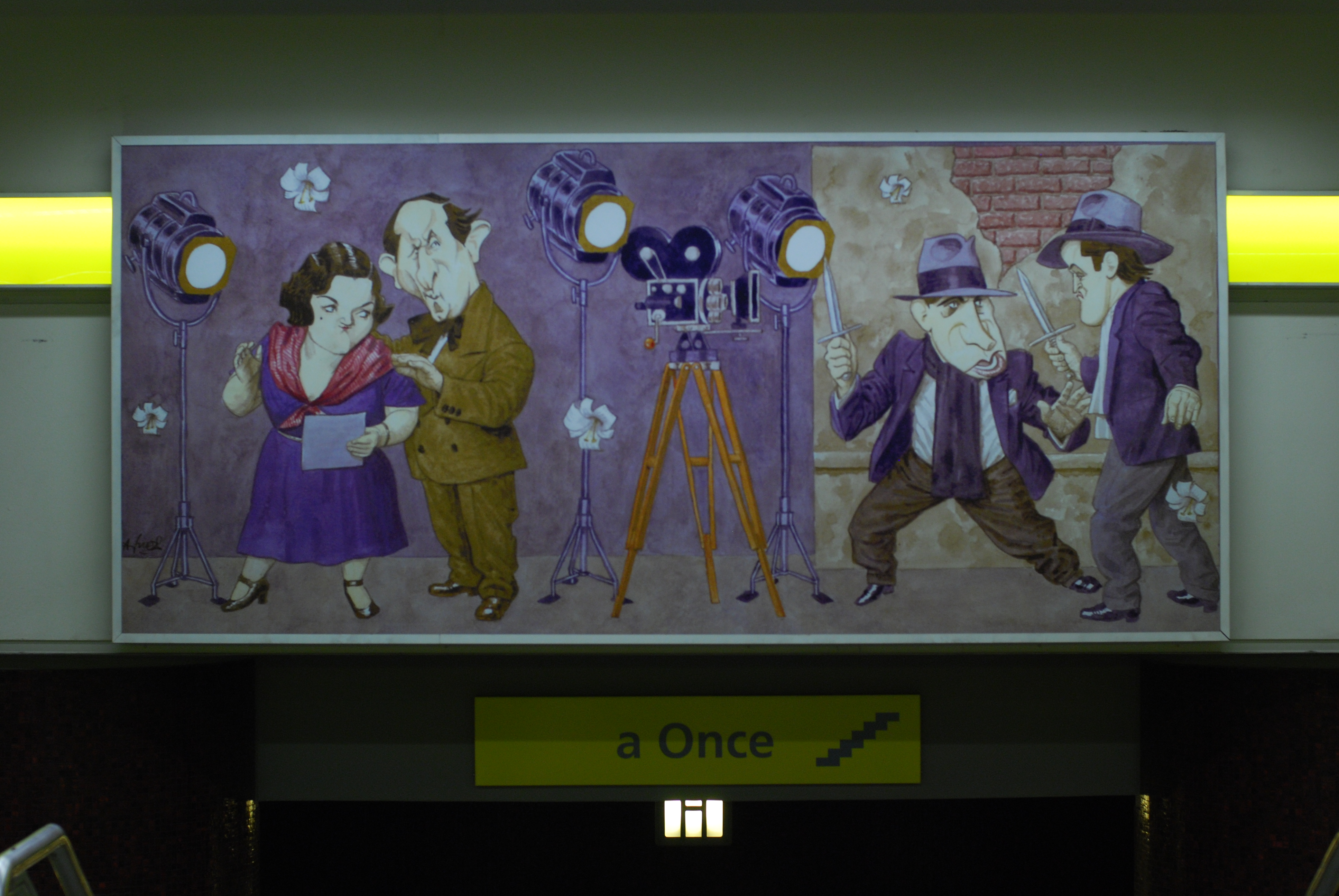
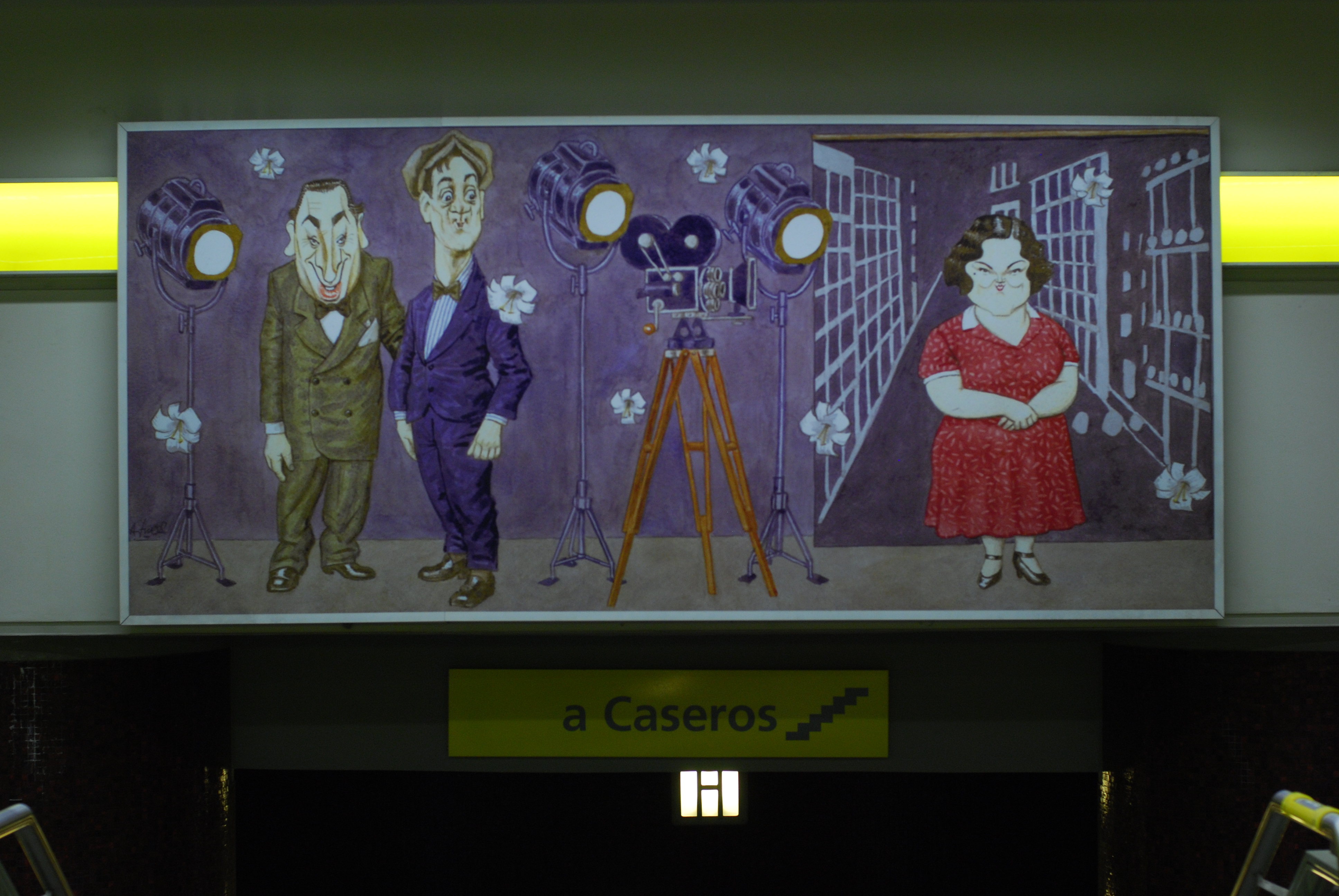